# TMK 2500
TMK 2500は、クロアチアの都市・オシエクの路面電車であるオシエク市電に在籍する車両。同路線で初めてとなるバリアフリーに適した超低床電車で、2025年から営業運転を開始する。

## 概要
クロアチアの都市・オシエク市内の路面電車であるオシエク市電では、2022年以降合計4,500万ユーロ以上の予算に基づいた大規模な近代化が進められており、2023年には長期の休止を伴う施設の更新工事も行われた。そして、その一環として新型車両の導入が行われる事となり、同年9月にオシエク市はクロアチアのコンサールとの間に契約を結んだ。これに基づき、同社が製造する車両がTMK 2500である。
片運転台式の3車体連接車で、車内はオシエク市電で初となる低床構造となっておりバリアフリーに対応している他、冷暖房双方に対応した空調装置が完備されている。また、従来の車両と比べてエネルギー消費量の削減が実現しており、騒音や振動も最新技術の投入により抑制されている。

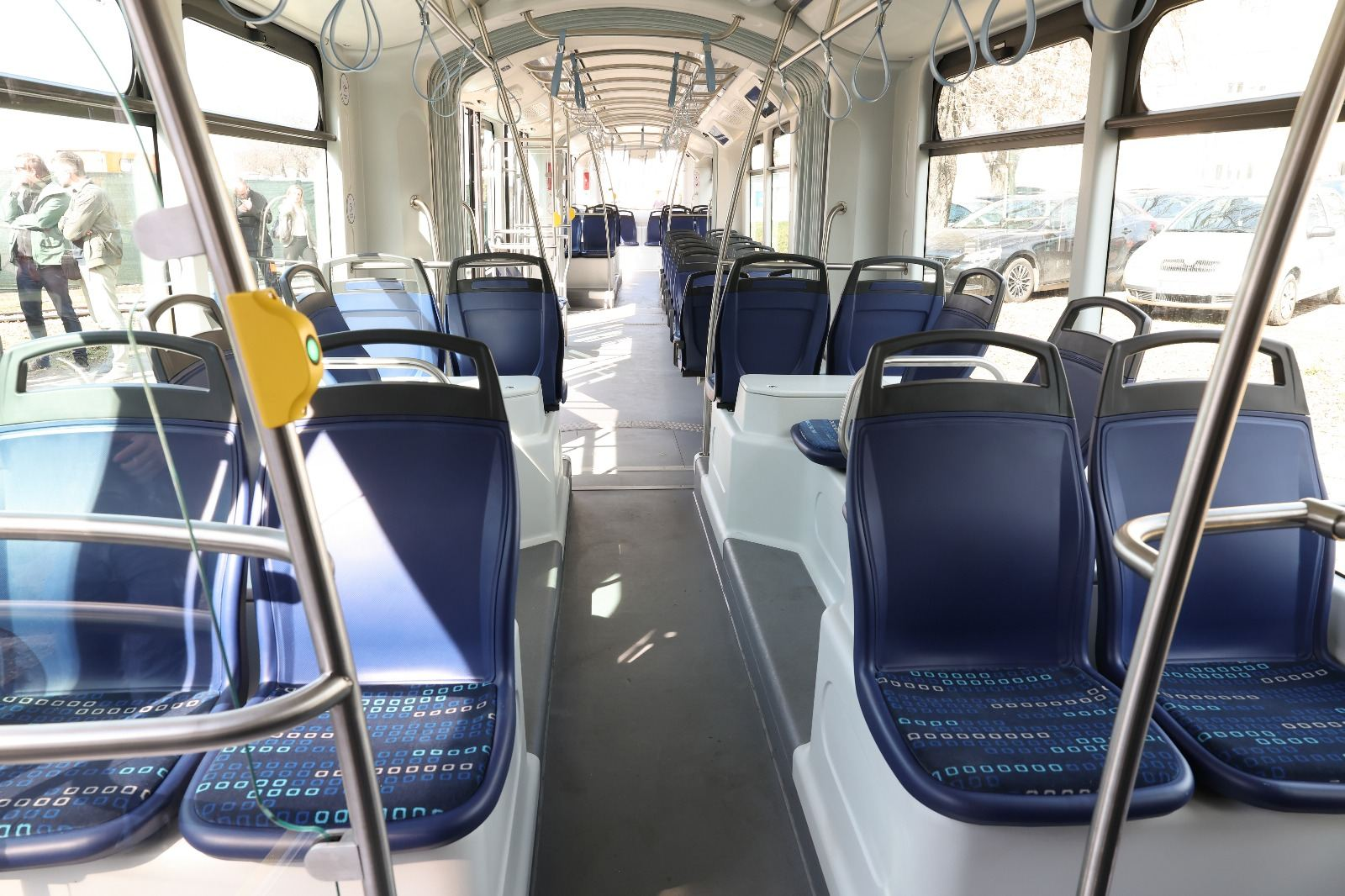
車内
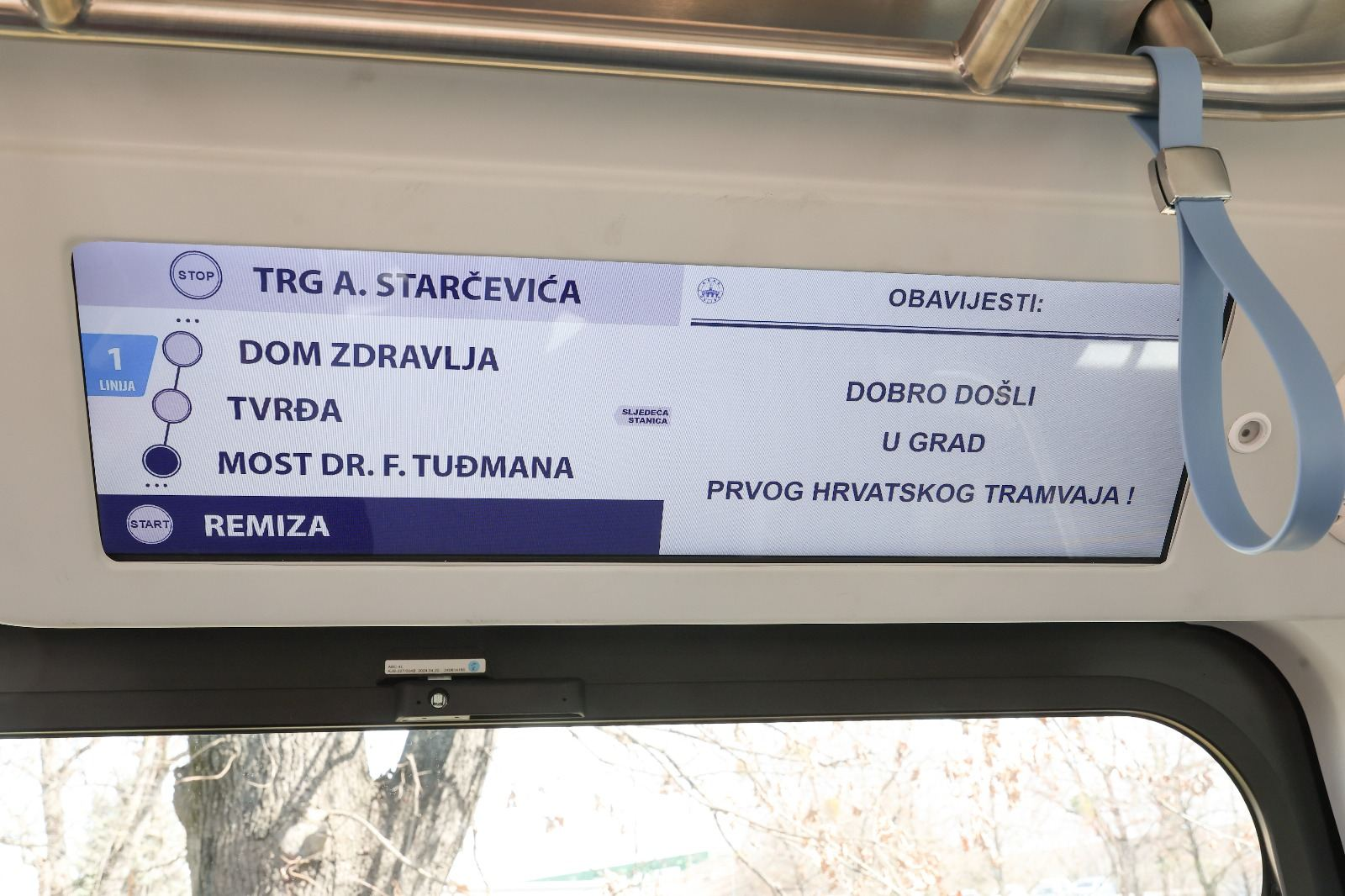
車内の情報案内装置
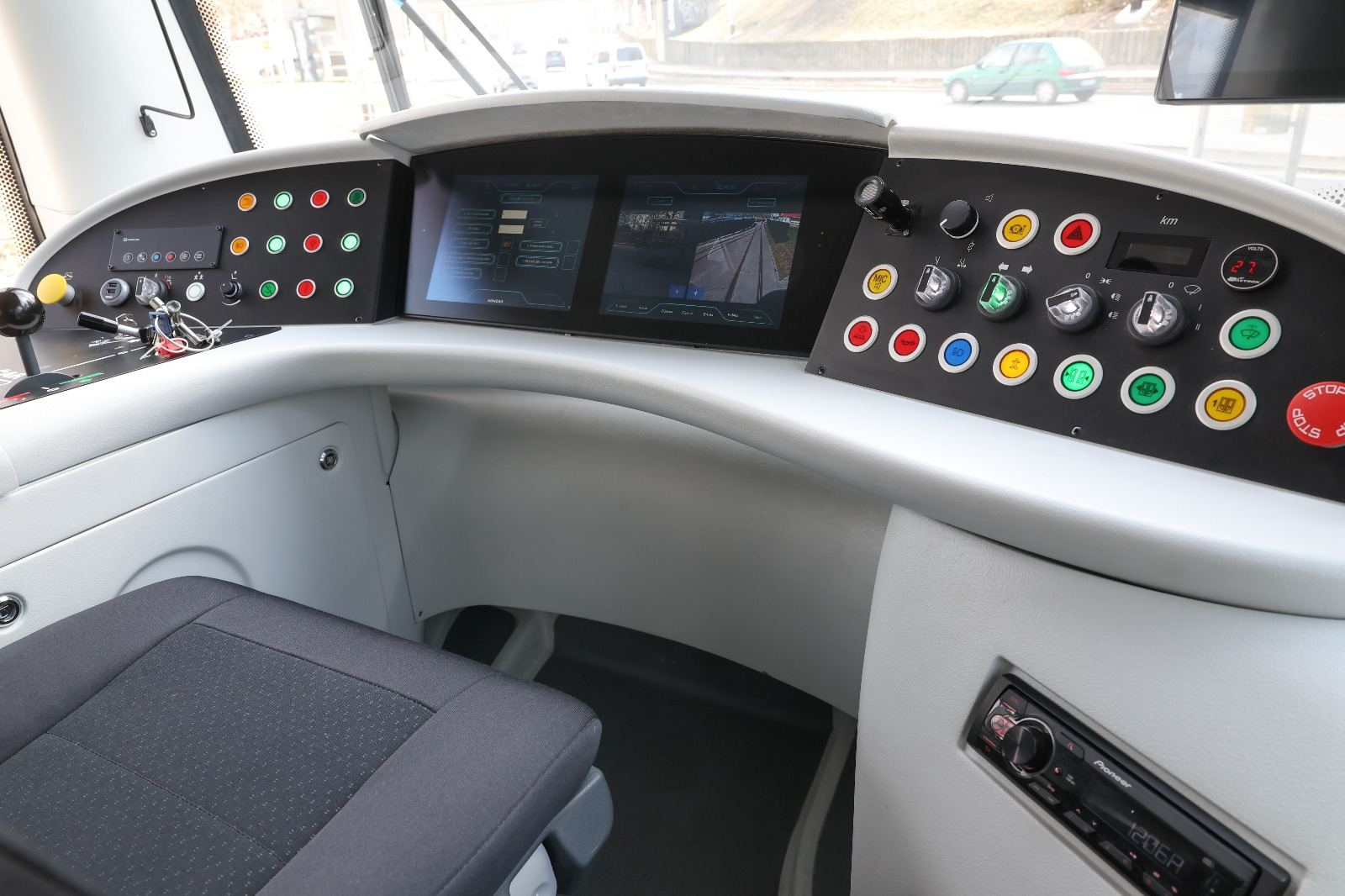
運転台

2025年3月に最初の車両（2501）が公開され、同年夏季以降営業運転を開始する他、2025年中に10両が導入される事になっている。更に、契約上20両の追加発注も可能となっており、2025年時点でそのうち10両分のオプションを用いた増備計画が進められている。これらの車両の導入に伴い、オシエク市電では旧型車両の置き換えが実施される。